# 182É busz (Budapest)
A budapesti 182É jelzésű éjszakai autóbusz a Kőbánya-Kispest, MÁV-állomás és Újpest-Központ között közlekedett. A vonalat a Budapesti Közlekedési Rt. üzemeltette.

## Története
A járat 182-es jelzéssel 1977. január 1-jén indult a Nagyvárad tér és a Duna utca között, mint a 3-as metró éjszakai pótlóbusza. 1980. március 30-ától már Kőbánya-Kispest és a Duna utca között közlekedett. 1981. április 1-jén a Gömb utcáig (mai Göncz Árpád városközpont metróállomás közelében), majd 1982. május 3-án az újpesti József Attila utcáig hosszabbították. A metró építése miatt azonban 1982. június 1-jétől csak Újpest, forgalmi telepig jártak a buszok. 1984. december 1-jén a Tito utcáig (mai Árpád üzletház) hosszabbították, ezzel elérte a leghosszabb útvonalát: a metrót Kőbánya-Kispest és a Tito utca között egész éjjel pótolta. 1990. december 15-én a 3-as metró újabb szakaszának átadásával egy időben Újpest-Központig rövidült.
1992 májusától 1997. szeptember 30-i megszűnéséig 182É jelzéssel közlekedett, ekkor pótlására az 50É buszt meghosszabbították a Gyöngyösi utcáig.

## Útvonala
| Újpest-Központ felé | Kőbánya-Kispest, MÁV-állomás felé |
| --- | --- |
| Kőbánya-Kispest, MÁV-állomás vá. – Szabó Ervin utca – Üllői út – Könyves Kálmán körút – Gyáli út – Vágóhíd utca – Üllői út – Múzeum körút – Károly körút – Bajcsy-Zsilinszky út – Váci út – Árpád út – Újpest-Központ vá. | Újpest-Központ vá. – Árpád út – Váci út – Bajcsy-Zsilinszky út – Károly körút – Múzeum körút – Üllői út – Orczy út – Elnök utca – Könyves Kálmán körút – Üllői út – Simonyi Zsigmond utca – Bartók Béla utca – Kőbánya-Kispest, MÁV-állomás vá. |

## Megállóhelyei
| 0  | Kőbánya-Kispest, MÁV-állomás végállomás        | 26 |     |
| ∫  | Soós utca                                      | 25 |     |
| ∫  | Simonyi Zsigmond utca                          | 24 |     |
| 1  | Kossuth tér                                    | 23 | 50É |
| 2  | Kispest, Határ út (↓) Határ út (↑)             | 22 | 50É |
| 3  | Pöttyös utca                                   | 21 |     |
| 4  | Ecseri út                                      | 20 |     |
| 5  | Népliget                                       | 19 | 1É  |
| 6  | Nagyvárad tér                                  | 18 |     |
| 7  | Klinikák                                       | 17 |     |
| 8  | Ferenc körút                                   | 16 | 6É  |
| 9  | Kálvin tér                                     | 15 |     |
| 10 | Astoria                                        | 14 | 78É |
| 11 | Deák Ferenc tér                                | 13 |     |
| 12 | Arany János utca                               | 12 |     |
| 13 | Nyugati pályaudvar                             | 11 | 6É  |
| 14 | Lehel tér                                      | 10 | 14É |
| 15 | Dózsa György út                                | 9  |     |
| 16 | Árpád híd, metróállomás                        | 8  | 1É  |
| 17 | Forgách utca                                   | 7  |     |
| 18 | Fiastyúk utca                                  | 6  |     |
| 19 | Gyöngyösi utca                                 | 5  |     |
| 20 | Szekszárdi utca                                | 4  |     |
| 21 | Kender-Juta                                    | 3  |     |
| 22 | Árpád út (↓) Váci út (↑)                       | 2  |     |
| 23 | Temesvári utca (↓) Berzeviczy Gergely utca (↑) | 1  |     |
| 24 | Újpest-Központ végállomás                      | 0  | 14É |